# Filip Šebo
Filip Šebo (ur. 24 lutego 1984 w Bratysławie) – słowacki piłkarz grający na pozycji napastnika.

## Kariera
Profesjonalną karierę Šebo zaczynał w Niemczech, w drugim zespole 1. FC Köln (w pierwszej drużynie nigdy nie zagrał). Po rozegraniu 50 meczów i strzeleniu 25 goli wrócił na Słowację, a konkretnie do klubu Inter Bratysława. Po udanych występach został kupiony przez Artmedię Petržalka Bratysława. W Bratysławie został królem strzelców ligi. Wówczas Słowakiem zainteresowała się Austria Wiedeń, która za transfer definitywny zapłaciła 400 tys. funtów. W lidze austriackiej zdobył tylko 6 goli, ale zdobył za to Mistrzostwo Austrii i krajowy puchar. Już po roku 23-letni piłkarz wyjechał do Rangers. Szkoci wydali na Šebo aż 1,8 mln funtów. W Glasgow wiodło mu się nie najlepiej - w 24 ligowych występach zdobył tylko 2 bramki, po czym latem 2007 został wypożyczony do Valenciennes FC. Jego gra spodobała się działaczom tego klubu, którzy po zakończeniu sezonu wykupił go na stałe. W 2010 roku wrócił do Słowacji i został piłkarzem Slovana Bratysława. W sezonie 2015/2016 grał w FC Petržalka 1898.
W kadrze narodowej rozegrał 15 meczów i zdobył 7 bramek. Debiut w reprezentacji zaliczył 15 sierpnia 2006 roku w towarzyskim spotkaniu z Maltą, w którym strzelił hat-tricka. W lutym 2007 roku Šebo wystąpił w drugiej połowie zremisowanego 2:2 meczu z Polską.